# Портрет Дориана Грея (фильм, 1915)
«Портрет Дориана Грея» (1915) — немой художественный фильм Всеволода Мейерхольда по мотивам одноимённого романа Оскара Уайльда. Фильм вышел на экраны 1 декабря 1915 года. Фильм был крупным художественным достижением и является одной из вершин русской кинематографии. По мнению Вениамина Вишневского, «фильм интересен главным образом изобразительным оформлением и режиссёрской работой». Семён Гинзбург писал, что в фильме «впервые в русской кинематографии эстетизировался порок». Фильм включён в перечень навсегда утраченных отечественных фильмов, составленный Госфильмофондом

## Художественные особенности
С помощью ширм Мейерхольд строил кадр, совмещающий несколько перспектив.
Декорационное оформление фильма осуществил Владимир Егоров. В. Воеводин писал: «В чёткости ритмических соотношений, ракурсе, игре фактур, света и тени, перспективном решении декорации, наличии характерных деталей выразилась отличительная манера художника, чутко уловившего специфику нового вида искусства. Егоров так описывает одну из декораций фирмы: „кресло, в нём с ногами лондонский денди, угол камина и всё… За сорок лет мы сделали массу кабинетов, но этот я считаю самым удачным для кино…“».
Юрий Олеша вспоминал: «Это было в Одессе. Я был гимназистом. Я сидел в кинематографе „Урания“ и смотрел фильм „Портрет Дориана Грея“. В картине играл Мейерхольд. Он был худой, извилистый, курил сигару, один глаз его был распялен моноклем, на лице висела тесьма от монокля, он был во фраке с орхидеей.
Это была моя первая встреча с Мейерхольдом».

## Критика
Многое в картине надо признать удачным <…> в постановке не чувствуешь кинематографической рутины. Есть сцены, где в группировке и освещении видна рука чуткого художника <…> ряд совершенно ненужных сцен, как, например, силуэты во время позирования Дориана <…> Очень удачно дана стилизация театра. В этом великолепном художественном штрихе сверкнула искра режиссёрского таланта. <…> в картине не чувствовалось Англии.— «Пегас», 1915, № 1, стр. 94-95

Мейерхольд <…> показал себя и на кино-сцене высокоталантливым режиссёром: его компановки далеки от шаблона, поражают смелостью, оригинальностью <…> ласкают глаз гармоническим сочетанием света и тени <…> Актёры прекрасно справились с ролями <…> от романа осталась одна голая фабула <…> любопытство культурного зрителя не перейдёт в экстаз художественного наслаждения драмой.— «Проектор», 1915, № 3, стр. 13-14

Прежде всего поразило отсутствие пустых, ненужных жестов, отсутствие суетливости движений. Видимо, актёрам был дан диалог <…> При такой диалогической квинтэссенции актёр и мимирует и действует не впустую, а извлекает органическое <…> содержательное движение лица и всего тела.— «Театральная газета», 1915, № 45

«поверхность» <…> решительно затмила собою «символ». Она была показана в небывало тщательном и изысканном для экрана облике <…> всё <…> носило печать подлинно британского эстетства <…> искусное пользование чёрно-белой гаммой экрана и его контрастами света и тени дали немало красивых моментов, построенных на чёткой силуэтности или световой игре. Особенно запомнились чёрные силуэты Бэзиля, Грея и Генри на фоне светлой мастерской, сцена у входа в театр <…> к числу больших достоинств инсценировки следует отнести и сосредоточение её на основной схеме романа, обилие хорошо подобранных цитат и полное отсутствие какой бы то ни было отсебятины <…> Но <…> красивость бутафории затмила собой внутреннюю значимость происходящего.— «Северные записки», 1915, № 11-12, стр. 224-226
По мнению Б. Лихачёва, «ставшие притчей во языцех „реплики“, тщательно заученные и срепетированные, получились на экране бесцветными длиннейшими разговорами, крайне скучными по своей форме», однако «работа Мейерхольда заметно отразилась на последующем развитии дореволюционного кино».
На фильм были затрачены огромные средства, однако он не пользовался успехом у публики, «для которой поиски Мейерхольда оказались слишком утончёнными».